# Ļ
De Ļ (onderkast ļ), ook wel L-komma of  L-virgule genoemd, is een in het Latijns alfabet voorkomende letter. De letter wordt gevormd door de letter L met een daaronder geplaatste accent virgule (komma). De letter wordt gebruikt in het Lets en Lijfs. In allebei de talen wordt de Ļ gebruikt om palatalisatie aan te geven waardoor er na de l-klank een lichte j-klank komt. Een voorbeeld daarvan is het Letse stadje ″Preiļi″ dat wordt uitgesproken als: [/prɛɪʎi/].